# Olivetti BCS 3030
L'Olivetti BCS 3030 è stato un business computer dell'Olivetti venduto dal 1978.

## Descrizione
Il sistema è pensato come continuo dei dispositivi Audit dell'azienda eporediese ed è specializzato nell'uso di applicazioni gestionali per l'impresa. Era il prodotto di punta della serie BCS, pensato per l'elaborazione di grandi dati.
Basato sul microprocessore Intel 8008, era possibile collegarvi un hard disk da 10 MB e fino a 4 dischi rimovibili da 10 MB o floppy disk drive. A differenza delle macchine precedenti, che non avevano monitor ed erano dotate di stampante integrata, il BCS 3030 offriva un monitor CRT integrato e una stampante separata.